# Ngwatle
Ngwatle è un villaggio del Botswana situato nel distretto di Kgalagadi, sottodistretto di Kgalagadi North. Il villaggio, secondo il censimento del 2011, conta 271 abitanti.